# Prymorske (communauté villageoise de Bekhtery)
Prymorske (ukrainien : Приморське) (bolcheviks jusqu'en 2016) est un village situé dans le sud de l'Ukraine. La population est de 368 personnes.

## Géographie

### Localisation
Prymorske est inclus dans la communauté villageoise de Bekhtery.
Le village est situé dans la partie sud du raïon de Skadovsk (district) de l'oblast de Kherson (province), sur la côte de la mer Noire.
Le village se trouve à environ 6 km au nord-ouest de Lazourne, 50 km à l'ouest de Skadovsk et à 58 km au sud-ouest de Kherson.
Il borde les villages de Kruhloozerka (uk) et Zaliznyi Port.

### Relief
Le relief de Primorsky est principalement plat.

### Lacs
Il y a trois lacs à proximité : Prokofiev, Ustrichne et un lac qui n'a pas de nom.

## Histoire
Selon les anciens, la colonie a été fondée par des migrants du village de Dzyhivka (en), raïon de Yampil, oblast de Vinnytsia venus s'installer dans la steppe pontique. Jusque dans la seconde moitié du XXe siècle, les habitants étaient engagés dans l'agriculture avec la culture du blé, du tournesol, du coton. Une ferme pour l'élevage du bétail et une forge se trouvaient dans le village. Plus tard, l'infrastructure de la station balnéaire a commencé à se développer.
Avant la réforme administrative de 2020, le village appartenait au raïon de Hola Prystan (en) avant son absorption dans le raïon de Skadovsk.

## Population
Selon le recensement de 1989 de la république socialiste soviétique d'Ukraine, la population actuelle du village était de 344 personnes, dont 158 hommes et 186 femmes.
Selon le recensement ukrainien de 2001 (en), 368 personnes vivaient dans le village.

### Langue
Répartition de la population selon la langue maternelle selon le recensement de 2001 :
| Langue    | Pourcentage |
| --------- | ----------- |
| Ukrainien | 90,22 %     |
| Russe     | 9,51 %      |
| Autres    | 0,27 %      |

## Économie

### Tourisme

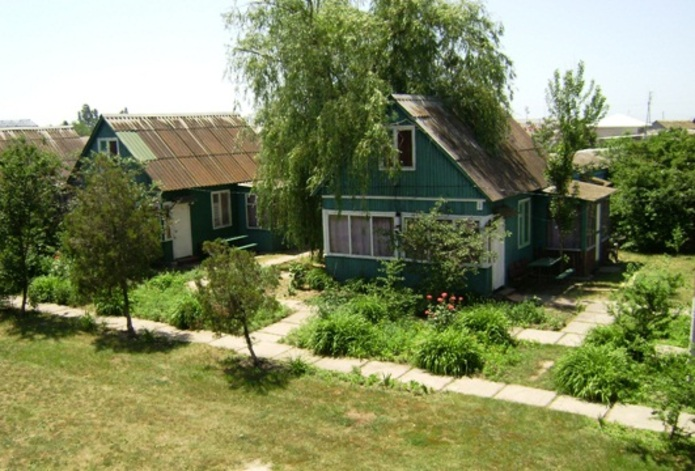
Centre de loisirs Rainbow à Primorsky.

Le village de Prymorske est l'une des plus grandes stations balnéaires du sud de la région de Kherson.
Le village compte plus d'une centaine de maisons réparties sur trois rues : Primorskaya, Myru et Stepova. On y trouve un bureau de poste, une église, un club, une forge, un dortoir et plusieurs magasins. Des centres de loisirs, des campings payants, des attractions estivales pour les enfants, des cafés (discothèques nocturnes) se trouvent sur la côte. Non loin du littoral se trouvent des magasins, un marché, une pizzeria, un parking. Il y a aussi des excursions hors site vers le geyser, vers la réserve d'Askania Nova et la réserve de biosphère de la mer Noire (en).
Il n'y a pas d'école ni de jardin d'enfants dans le village. Une église est en cours de construction par les riverains.
Le village de Prymorske est accessible en bus régulier ou en taxi à itinéraire fixe depuis la gare et les gares routières de Kherson. Le bus passe par Golaya Pristan, Chulakovka, Zaliznyi Port et Krugloozerka (Klarovka).

## Galerie

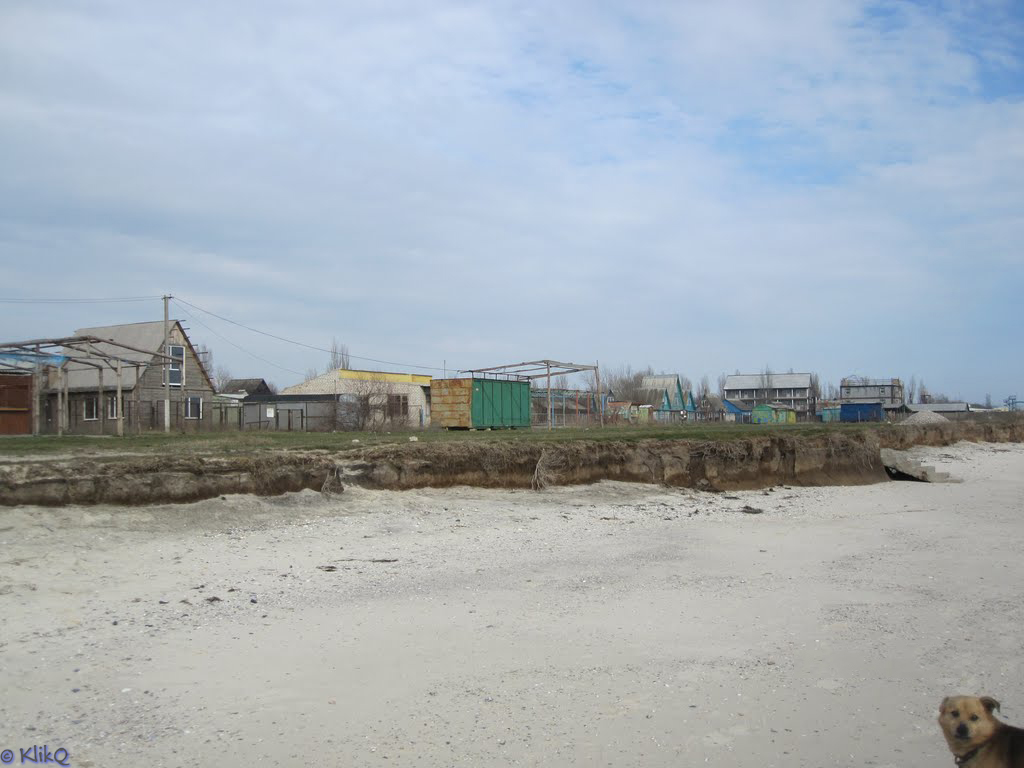
Côte de Prymorske en hiver.
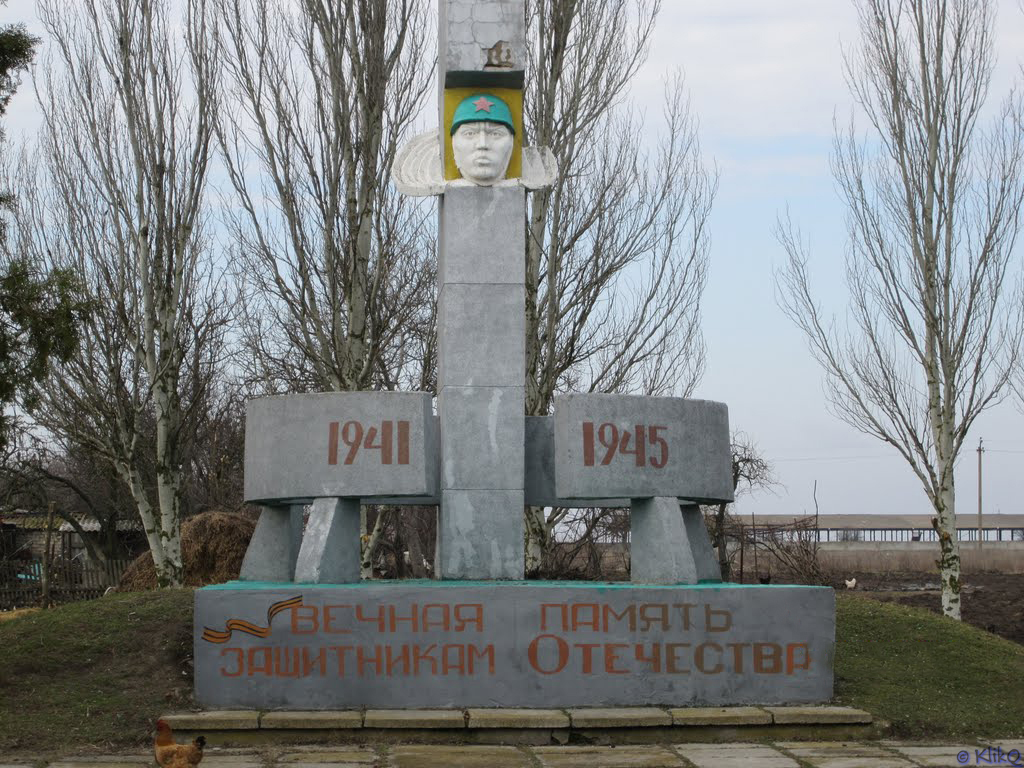
Monument aux défenseurs de la patrie.
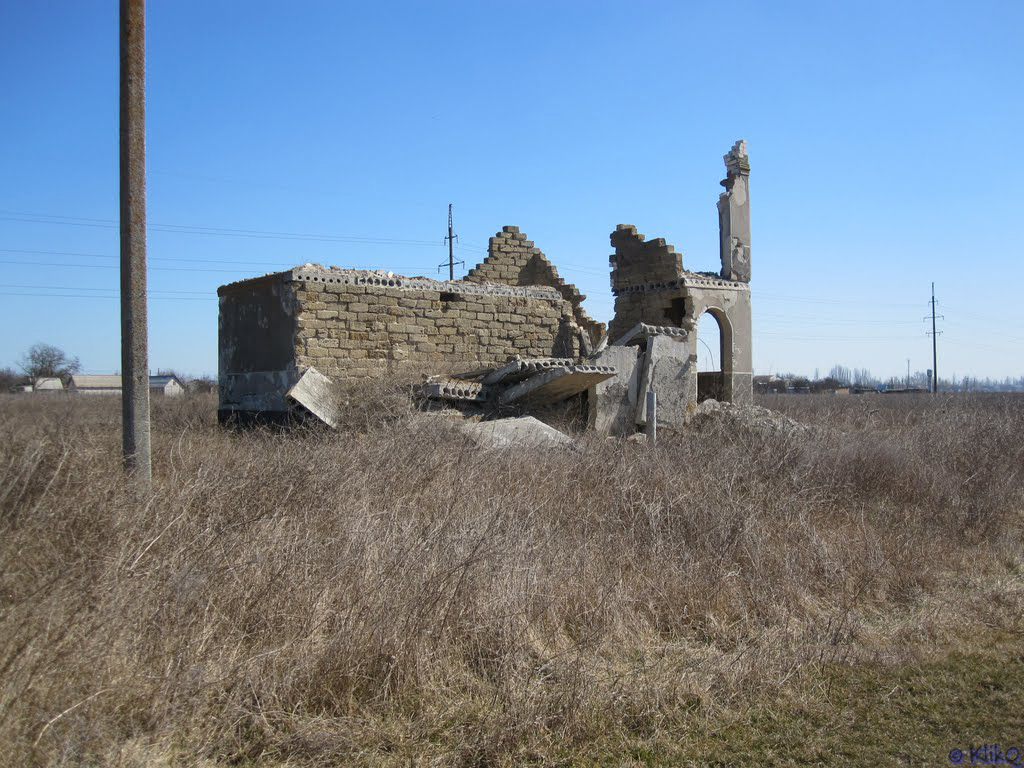
Bâtiment en ruine.
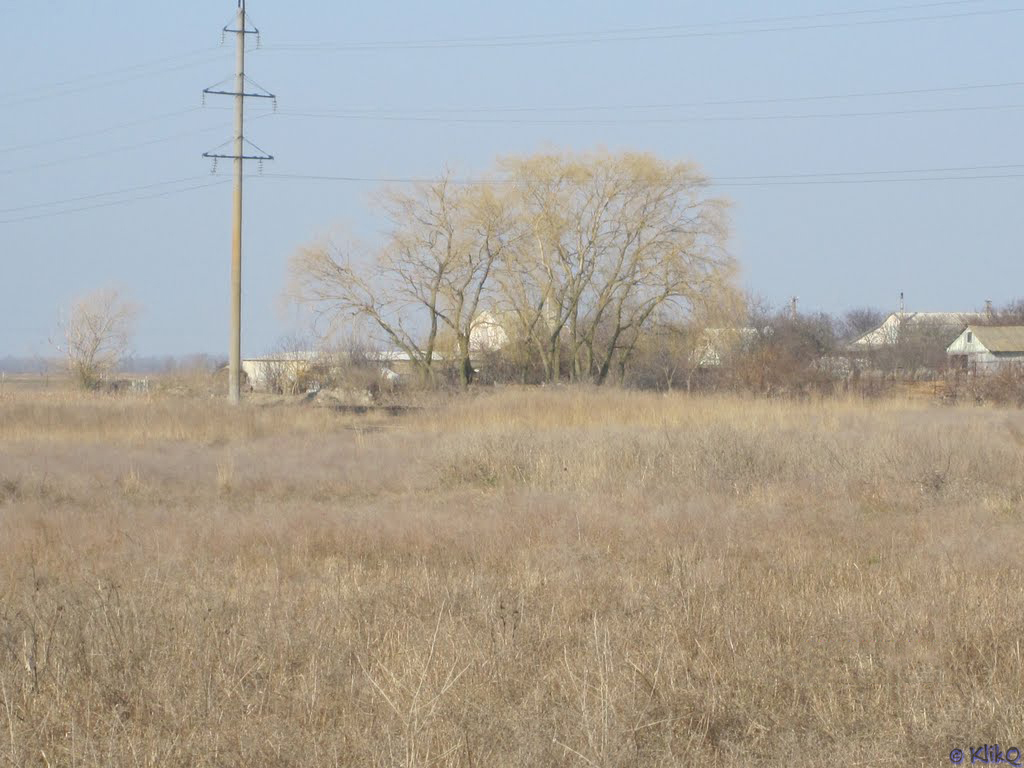
Champ avec vue vers la mer.